# Clayton Kershaw
Clayton Edward Kershaw, född den 19 mars 1988 i Dallas i Texas, är en amerikansk professionell basebollspelare som spelar för Los Angeles Dodgers i Major League Baseball (MLB). Kershaw är vänsterhänt pitcher.
Kershaw draftades av Los Angeles Dodgers 2006 som sjunde spelare totalt och gjorde sin MLB-debut 2008. Han brukar beskrivas som sin generations bästa pitcher och har vunnit flera stora utmärkelser inklusive en MVP Award och tre Cy Young Awards. Han har tagits ut till MLB:s all star-match nio gånger.
Sedan 1920 finns det ingen startande pitcher (med minst 1 000 innings pitched under karriären) som har en lägre earned run average (ERA) än Kershaws 2,49 (till och med 2021). Den största kritiken mot Kershaws spel är att han saknat framgång i slutspelet där han presterat noterbart sämre än i grundserien, men delar av den kritiken minskade när han för första gången blev World Series-mästare 2020. Den 30 april 2022 satte han nytt klubbrekord för Dodgers med sin 2 697:e strikeout i grundserien under karriären. Den 18 april 2023 nådde han milstolpen 200 vinster i grundserien under karriären, alla med Dodgers. Bara två pitchers hade vid tillfället fler vinster med Dodgers – Don Sutton (233) och Don Drysdale (209). Av alla pitchers i MLB sedan 1900 med minst 200 vinster var Kershaw den som hade högst vinstprocent (69,4 %).
Kershaw är släkt med astronomen Clyde Tombaugh, som upptäckte dvärgplaneten Pluto.